# Tridactyle filifolia
Tridactyle filifolia är en orkidéart som först beskrevs av Rudolf Schlechter, och fick sitt nu gällande namn av Rudolf Schlechter. Tridactyle filifolia ingår i släktet Tridactyle och familjen orkidéer. Inga underarter finns listade i Catalogue of Life.